# Peperomia chachapoyasensis
Peperomia chachapoyasensis är en pepparväxtart som beskrevs av C. Dc.. Peperomia chachapoyasensis ingår i släktet peperomior, och familjen pepparväxter. Inga underarter finns listade i Catalogue of Life.